# Macaranga myriantha
Macaranga myriantha är en törelväxtart som beskrevs av Johannes Müller Argoviensis. Macaranga myriantha ingår i släktet Macaranga och familjen törelväxter. Inga underarter finns listade i Catalogue of Life.